# Karol Nandrásky
Karol Nandrásky (2. prosince 1927 – 11. července 2016) byl slovenský evangelický biblický teolog a filozof, vysokoškolský pedagog, dlouholetý profesor starozákonní teologie na Evangelické bohoslovecké fakultě Univerzity Komenského v Bratislavě.

## Život
Svá studia začal v letech 1948–1952 na Evangelické bohoslovecké fakultě UK v Bratislavě a na Karlově univerzitě v Praze. V roce 1958 obhájil na své alma mater doktorskou práci "Základní principy etiky žalmů". Na základě stipendia Německého institutu pro Palestinu byl v roce 1963 na studijním pobytu v Palestině a v letech 1969–1970 na základě stipendia Světové rady církví na studijním pobytu na univerzitě v Göttingenu. Jako pedagog napsal učební texty k biblickým knihám Amose, Ozeáše, Izaiáše a Jeremiáše. Na docenta se habilitoval roce 1959 a za profesora Staré smlouvy byl jmenován roku 1969, v této funkci působil až do roku 1997. Publikoval zejména v těchto časopisech (celým jménem nebo zkratkou N-sky): Církevní listy, Filozofie, Křesťanská revue a Theological Quarterly. Je autorem 13. monografií. Vytvořil osobitou životní logiku a noetikou sloužící pro odůvodnění svých návrhů pro sekulární řešení základních problémů společnosti (sociálních, ekologických a jiných) podepřené Biblí. Publikoval ji v dílku "Logika a gramatika. Na cestě k perspektivní biologické" (1987).

## Dílo
Výběr

### Biblicko-exegetické práce
- Zum Begriff „Zeit“. In: Communio viatorum, Vol V, Pa 1962, č. 2 – 3.
- Ámos (exegéza). Bratislava, 1966. – Medzi Eufratom a Červeným morom. B 1968.
- Jeremiáš I (exegéza 1, 1 – 25, 14). Bratislava, 1971.
- Biblia a prírodné vedy. In: CL, 1996, č. 3.
- Abed Jahve. Piesne o Hospodinovom sluhovi. Bratislava, 1974.
- Teológia Starej zmluvy. Bratislava, 1976.
- Úvod do Starej zmluvy. Bratislava, 1979.
- Der noetische Wut der metaphorischen Ausdruckweise der Bibel, 1979.
- Ozeáš, 1981
- Die Anschauungsweise und die Logik in der metaphorischen Ausdruckweise des Propheten Hosea. In: Linguistica Biblica, Bonn 1983, zoš. 54.
- Exegéza vybraných žalmov,1984.
- Zur biblischen Methaphorik. Die gnoseologische Bedeutung der dichterischen Offenbarung. In: Evangelische Monatschrift, 1984, zoš. 12, s. 317 – 320, 1985, zoš. 1, s. 10 – 13.
- Die Verheissung des Paradises. Communio Viatorum. In: Theological Quarterly, 1987, s. 229 – 273. - Nové nebo a nová zem I. In: CL, 1990, č. 1.
- Dejiny biblického Izraela, 1994.
- Medzi Eufratom a Červeným morom, 1995.
- Ježišova Magna charta a súčasnosť, 2004.
- László Remete – človek, ktorý prekračoval hranice, 2006.
- Ježiš a súčasnosť, Bratislava, 2010.

### Logické, lingvistické a teoreticko-poznávací práce
- Gnozeologická hodnota básnickej formy Zjavenia. In: Křesťanská revue, 1983, č. 2.
- Gnozeológia P. Teilharda de Chardin. In. Křesťanská revue, 1985, č. 8 – 9.
- Logika a gramatika. Na ceste k perspektívnej biologike. Bratislava, 1987.
- Logik und Grammatik. In: Evangelium 15, Bremen, 1988, zoš. 3.
- Angelológia ako ideobiometereológia, 1995.
- Theologia poetica. In: Křesťanská revue 1995, č. 2.
- Perspektivita. In: Filozofia, 1995, č. 4, s. 204 – 210.
- Linguistica Biblica. In: Cirkevné listy, 1996, č. 3.

### Práce o křesťanství, náboženství a církvi
- Boh je láska! In: Cirkevné listy, 1975, č. 5, s. 73 – 75.
- O kresťanstve a dnešku. Rozhovor s ním. Zhováral sa I. Sklenka. In: Filozofia, 1992, č. 5, s. 304 – 309.
- Dráma kresťanstva v európskej kultúre. In: Filozofia, 1994, č. 5, s. 296 – 306.
- Kalvária katolíckeho modernizmu. In: Filozofia, 1997, č. 9, s. 561 – 580.
- Revolta a hluchota. In: Literárny týždenník, 1997, č. 13.
- Nenáboženská interpretácia sveta anjelov. In: Filozofia, 2001, č. 8, s. 519 – 525.
- Koniec sveta? In: Filozofia, 2002, č. 3, s. 181 – 205.
- Peklo a súčasnosť alebo ako je to s peklom. In: Filozofia, 2006, č. 3, s. 181 – 207.
- Boh zhadzuje starú kožu. In: Filozofia, 2007, č. 10, s. 890 – 902.

### Práce interpretující myslitele a básníky
- Prorocký mysliteľ dánskeho národa. In: Cirkevné listy 91, 1978, č. 3.
- Kalvária Teilhardovej poslušnosti. In: Cirkevné listy, 1985, č. 1 – 2.
- Gnozeológia P. Teilharda de Chardin. In. Křesťanská revue, 1985, č. 8 – 9.
- Lutherovo chápanie človeka. In: Cirkevné listy, 1986, č. 11, s. 171 – 176.
- Procesuálna teológia II. In: Cirkevné listy, 1988, č. 10.
- Procesuálna teológia III. In: Cirkevné listy, 1988, č. 12.
- Barthova reštauračná interpretácia kresťanstva. In: Filozofia, 1993, č. 1, s. 3 – 9.
- Na ceste od náboženského k božskému Bohu? (Boh v myslení M. Heideggera). In: Filozofia, 1993, č. 7, s. 417 – 437.
- Medzi umieraním a vzkriesením (venované sedemdesiatinám Milana Rúfusa). In: Filozofia, 1999, č. 1, s. 31 – 40.
- „Ak nebudete ako deti ...“ Milan Rúfus a „druhá naivita“. In: Viera a život, 1999, č. 4, s. 365 – 373.
- „Čo oslovujem, Teba osloviac?“ Milan Rúfus a modlitba. In: Filozofia, roč, 55, 2000, č. 9, s. 702 – 717.
- „Nenáboženské kresťanstvo“ Teologické reflexie D. Bonhoeffera. In: Filozofia, 2001, č. 6, s. 382 – 397.
- Milan Rúfus – poeta sacer (monografia), Bratislava, 2002.
- Zo zbožného chlapca záhadný ateista (F. Nietzsche). In: Filozofia, 2005, č. 4, s. 269 – 276.
- Osamelý havran. Moje stretnutie s Kierkegaardom. In: Osamelý Havran. (ed. C. Diatka – R. Králik). FF UKF Nitra, 2007, s. 9 – 15.

## Práce o něm
- MÜNZ, T.: Odišiel Karol Nandrásky (2. 12. 1927 – 11. 7. 2016). Filozofia. Roč. 71 (2016), čís. 7, s. 625–627.[1]
- MÜNZ, T.: Monizmus Karola Nandráskeho. In: Filozofia, roč. 53, 1998, č. 5, s. 273 – 284.
- Diskusia k eseji prof. K. Nandráskeho Nenáboženská perspektíva sveta anjelov (F, 2001, č. 8). In: Filozofia, 2002, č. 4, s. 290 – 298.
- ADAMEC, R.(rec.): Nehlasný hlas bytia. K. Nandrásky: Milan Rúfus – poeta sacer (v rozhovore so životom), 2002. In: Filozofia, 2003, č. 8, s. 574 – 580.
- JAHELKA, T.: Nandráskeho videnie Boha. In: Křesťanská revue, roč. LXXVIII, č. 1, 2011, s. 5 – 7.
- In: LETZ, J.: Slovenská kresťanská filozofia a jej perspektívy, 2010, s. 283 – 293, 291 – 292, 338.
- MÜNZ, T.: Ježiš a súčasnosť. In: Filozofia, roč. 66, 2011, č. 5, s. 502 – 505.
- MÜNZ, T.: Revolučný teológ Karol Nandrásky ako kritický nietzscheovský filozof. In: Problémy a osobnosti slovenskej filozofie v 20. storočí, Bratislava, 2013, s. 152-168.
- JAHELKA, T.: O perspektíve, metafore a prorokoch. In: Křesťanská revue, roč. LXXXIII, č. 1, 2016, s. 16-19.
- KRÁLIK, R. Søren Kierkegaard’s influence on the thinking of Karol Nandrásky, In: European Journal of Science and Theology, 2017, roč. 13, č. 1, s. 25-34[2]